# Wroughtonia unicornis
Wroughtonia unicornis är en stekelart som först beskrevs av Turner 1918.  Wroughtonia unicornis ingår i släktet Wroughtonia och familjen bracksteklar. Inga underarter finns listade i Catalogue of Life.